# John Francis D'Alton
John Francis D'Alton (11 de outubro de 1882 - 1 de fevereiro de 1963) foi um cardeal irlandês da Igreja Católica Romana que serviu como arcebispo de Armagh e, portanto, Primaz de toda a Irlanda de 1946 até sua morte, e foi elevado ao cardealato em 1953.

## Início da vida e educação
John D'Alton nasceu em Claremorris a Joseph D'Alton (d. 1 de abril de 1883) e sua esposa Mary Brennan, no auge das Guerras Terrestres na Irlanda. Ele foi batizado quatro dias depois, em 15 de outubro de 1882, com Michael e Mary Brennan atuando como seus padrinhos. A mãe de D'Alton teve uma filha, Mollie Brennan, de um casamento anterior; ela se casou novamente depois que o pai do Cardeal morreu em 1883.
Obteve uma educação extensiva no Blackrock College, no Holy Cross College em Clonliffe, na Royal University em Dublin, no Irish College em Roma, na Universidade de Oxford, na Universidade de Cambridge e na National University em Dublin. Ele era um amigo próximo de Éamon de Valera, com quem ele fez amizade no Blackrock College. Em seu primeiro ano em Blackrock, Valera venceu D'Alton em dois assuntos, Maths, que mais tarde ele iria ensinar e Religião.

## Ministério Sacerdotal
D'Alton foi ordenado sacerdote em 18 de abril de 1908 para servir na Arquidiocese de Dublin. Ele realizou estudos de pós-graduação em Roma, de 1908-1910, ganhando um doutorado em Divindade e foi nomeado para ensinar clássicos antigos, latim e grego no St. Patrick's College, em Maynooth.
Ele ocupou cargos importantes no Seminário Nacional e foi sucessivamente Professor de Antigos Clássicos (1912), Grego (1922), Vice-Presidente (1934) e Presidente 1936. Ele foi elevado ao posto de Monsenhor em 27 de junho de 1938.

## Ministério Episcopal
Em 25 de abril de 1942, foi nomeado bispo coadjutor de Meath e bispo titular de Binda. D'Alton recebeu sua consagração episcopal no dia 29 de junho do cardeal Joseph MacRory, com os bispos Edward Mulhern e William MacNeely servindo como co-consagradores, na capela do St. Patrick's College. Ele sucedeu Thomas Mulvany como Bispo de Meath em 16 de junho de 1943.
D'Alton foi nomeado Arcebispo de Armagh e, portanto, primaz de toda a Irlanda em 13 de junho de 1946, e foi criado Cardeal Sacerdote de S. Agata dei Goti pelo Papa Pio XII no consistório de 12 de janeiro de 1953. Um cardeal eleitor no conclave papal de 1958. Ele deu uma sugestão das dificuldades envolvidas naquele conclave papal e conseguindo a unanimidade na votação.
Ele era membro da Comissão Central Preparatória do Concílio Vaticano II, mas viveu o suficiente para participar da primeira sessão do Conselho em 1962.
Um destaque de seu tempo em Armagh foi Celebrações Patrícia Ano em 1961, marcadas pela hierarquia católica irlandesa como o 1500 aniversário da morte de St. Patrick e, como tal data marco. D'Alton escreveu uma carta pastoral para marcar a ocasião.
O cardeal D'Alton era visto como mais ecumênico do que outros membros da hierarquia irlandesa. Ele tentou corretor conversações entre o Estado Livre da Irlanda e do Reino Unido para aliviar as tensões entre os dois países, mesmo indo tão longe para resolver a situação dos portos irlandeses, mas com poucos resultados.
Em 1952, tornou-se o primeiro membro da hierarquia irlandesa a receber um diploma honorário da Queen's University, Belfast, quando foi conferido com um doutorado em literatura.
Ele também foi um historiador e autor de obras como Horácio e sua idade: um estudo em antecedentes históricos (1917), romana teoria literária e crítica: um estudo em tendências (1931) e seleções de São João Crisóstomo (1940).
Ele morreu de um ataque cardíaco em Dublin aos 80 anos, e foi enterrado no terreno da Catedral de São Patrício. Ele foi sucedido por seu bispo auxiliar, William Conway.